# Informationszentrum NS-Zwangsarbeit

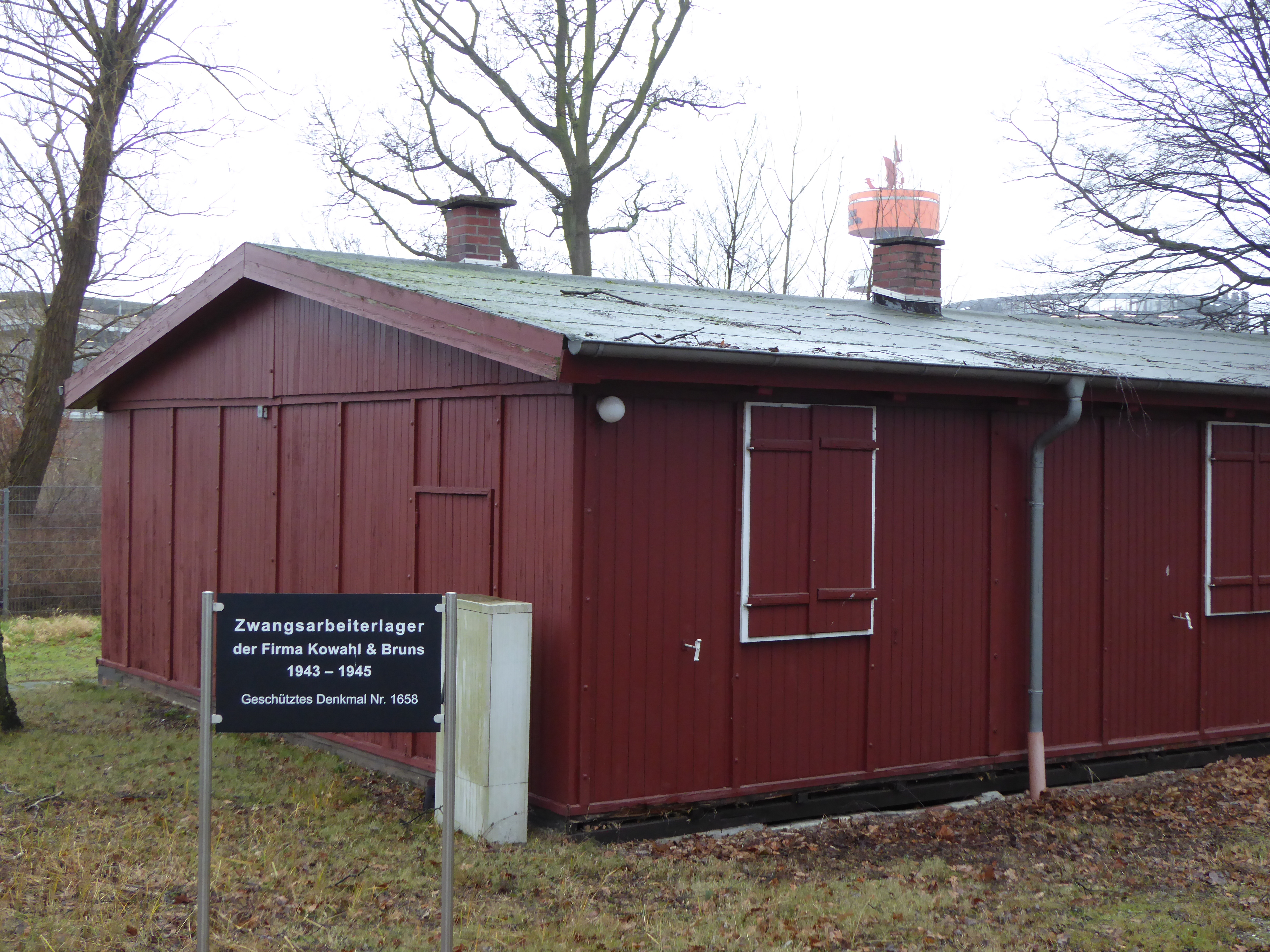
Zwangsarbeiter-Baracke am Wilhelm-Raabe-Weg 23

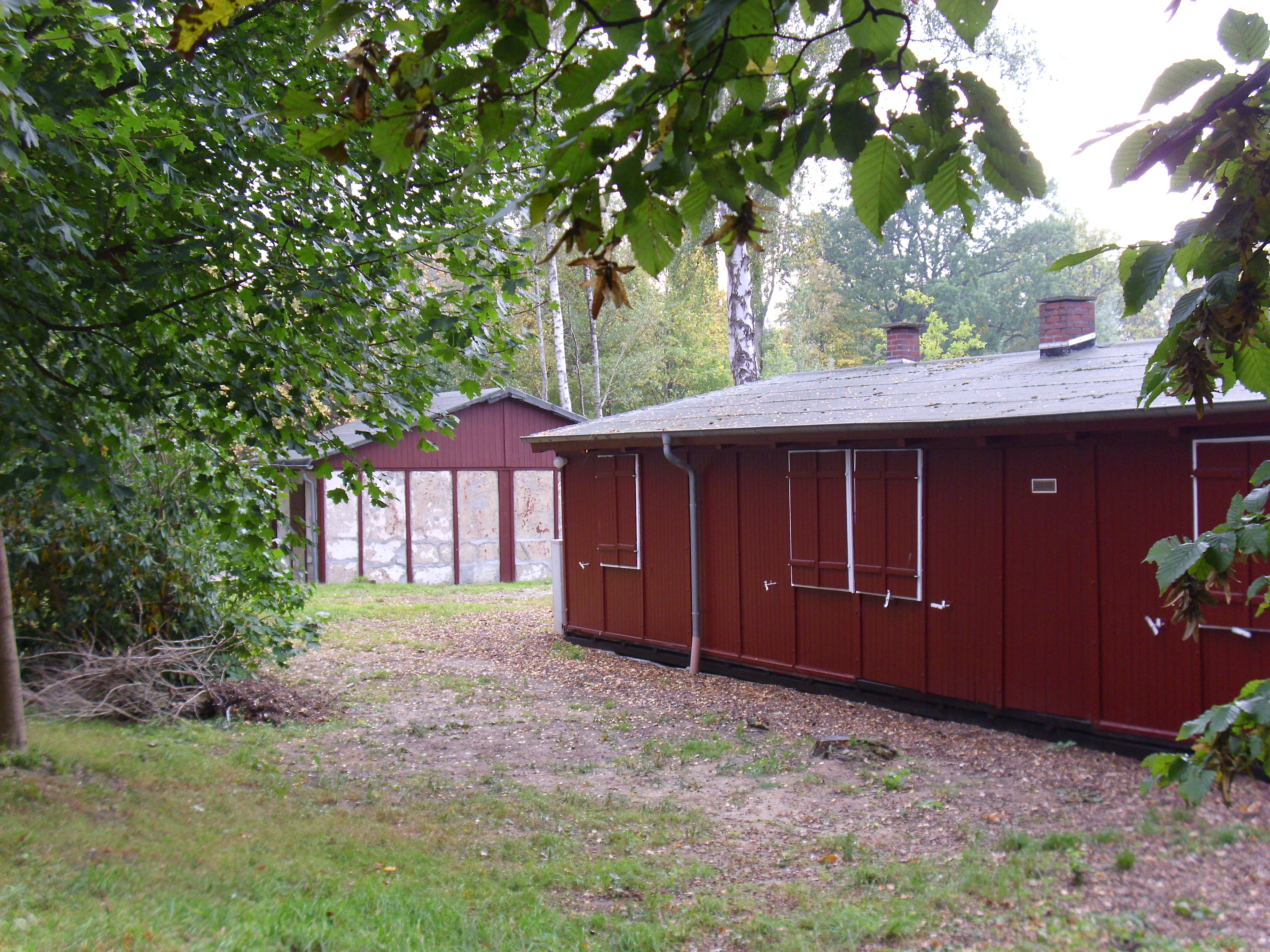
Zwangsarbeiter-Baracken am Wilhelm-Raabe-Weg 23

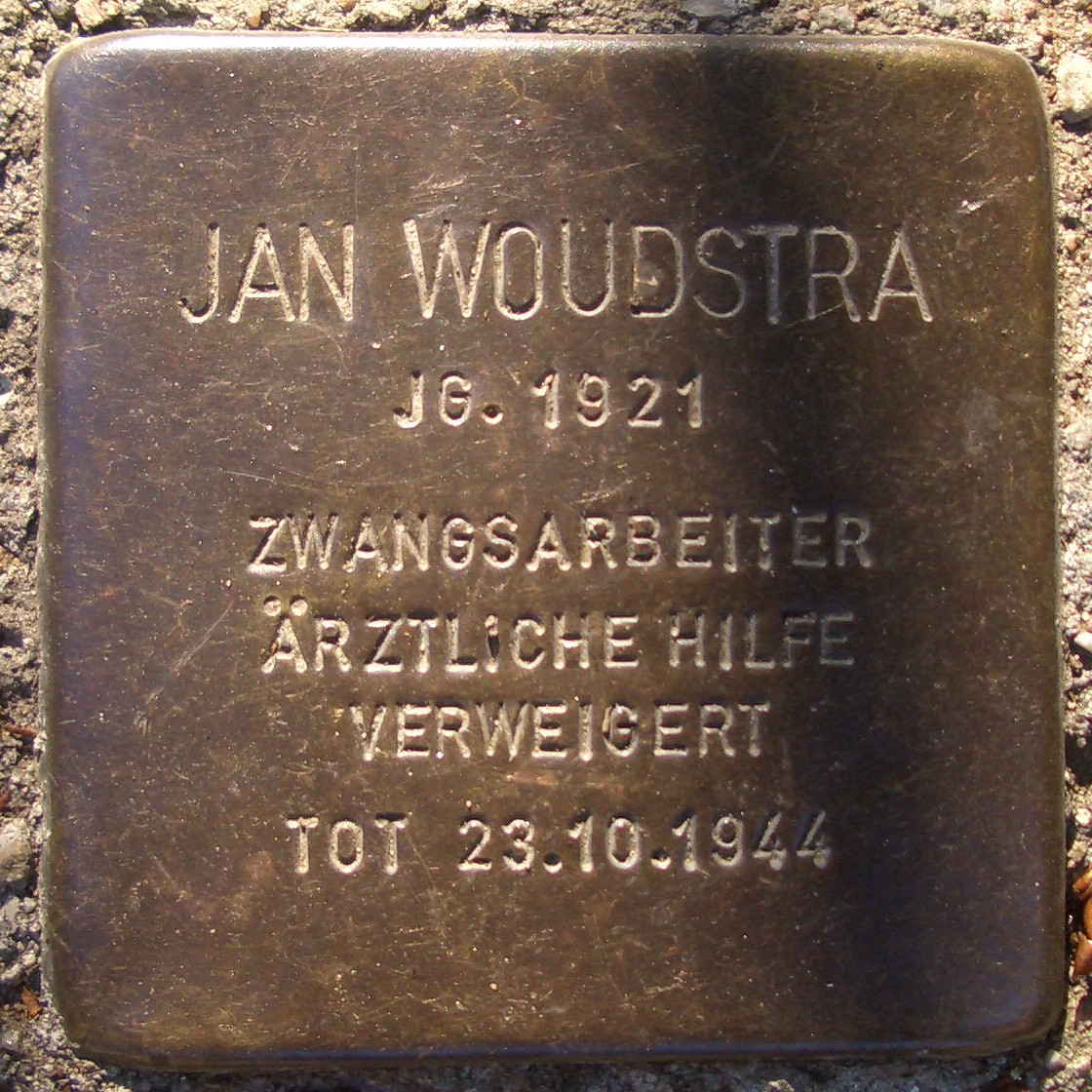
Stolperstein des Zwangsarbeiters Jan Woudstra am Wilhelm-Raabe-Weg 23

Das Hamburger Informationszentrum NS-Zwangsarbeit liegt am Wilhelm-Raabe-Weg in Hamburg-Fuhlsbüttel. Es befindet sich am Ort eines ehemaligen Zwangsarbeiterlagers und zeigt in einer verbliebenen Baracke eine Dauerausstellung zur Zwangsarbeit im Norden Hamburgs 1943–1945. Das Informationszentrum wird von der Willi-Bredel-Gesellschaft getragen.

## Zwangsarbeiterlager
Für das sogenannte „Gemeinschaftslager Kowahl & Bruns“ beantragte das im Landschafts- und Gartenbau tätige Unternehmen K&B im September 1942 eine Genehmigung und errichtete in der Nähe des Flughafens drei Baracken für die Unterkunft von 144 ausländischen Zivilarbeitern sowie eine kombinierte Wasch- und Abortbaracke. Bis 1945 war das Lager mit Zwangsarbeitern aus Polen, Italien, Frankreich und den Niederlanden belegt.
Das Unternehmen K&B war in Hamburg mit der Tarnung des Flughafens beauftragt, stellte zudem  Betonplatten für Behelfsbauten her und war bei der Trümmerbeseitigung tätig. Die meisten Arbeiter des Lagers waren bei der Firma CHF-Müller/Röntgenmüller (heute Philips Medizin Systeme) beschäftigt, damals einem Zulieferer der Rüstungsindustrie. 
Einer der Zwangsarbeiter, der Niederländer Theo Massuger, schilderte später: 

„Als die Deutschen merkten, dass ihre Werbezettel, mit denen sie Arbeitskräfte nach Deutschland locken wollten, nicht wirkten, dachten sie sich etwas Anderes aus. Ohne Karte gab es für meine Eltern und uns zehn Geschwister keine Lebensmittel. Also ging ich gezwungenermaßen nach Deutschland zum Arbeiten. 1943 kam ich in Hamburg an und landete einige Monate später in den Baracken im Wilhelm-Raabe-Weg. Die Betten waren voller Ungeziefer, der Winter war kalt und wir hatten kaum Arbeitskleidung. Außer sonntags stand ich jeden Tag an einer Drehbank bei Röntgenmüller und das alles bei kargem Essen, meist bestehend aus einer Rübensuppe.“

Kowahl & Bruns betrieb noch drei weitere Lager in Hamburg und entwickelte sich zu einem Großbetrieb für den Bau und die Tarnung militärischer Objekte. Das Unternehmen hatte drei Zweigstellen in Belgien, Frankreich und dem Generalgouvernement und beschäftigte 1944 über 2000 Personen, meist Zwangsarbeiter. Der Firmeneigner Emil Bruns wurde nach dem Kriege in einem der Curiohaus-Prozesse zu drei Jahren Haft verurteilt, weil er Zwangsarbeiterinnen eigenhändig misshandelt hatte.

## Nachnutzung
Nach Auflösung des Zwangsarbeiterlagers im Mai 1945 wurden die Baracken als Behelfswohnungen genutzt. 1957 wurden zwei der drei Baracken und ein Teil der Waschbaracke abgerissen. Die letzte Baracke, ursprünglich mit Räumen für die Lagerverwaltung, wurde bis 1997 zu Wohnzwecken genutzt. 
Am 1. April 1998 pachtete die Willi-Bredel-Gesellschaft Geschichtswerkstatt e. V. das Gelände des Zwangsarbeiterlagers und bewahrte damit die letzte Zwangsarbeiterbaracke in Hamburg vor dem geplanten Abriss. Der gemeinnützige  Verein Mook wat e.V. sicherte anschließend die äußere Bausubstanz; diese Arbeiten waren im Mai des Jahres 2000 abgeschlossen. 2008 wurden beide Gebäude, also auch die als Rest erhaltene Wasch- und Abortbaracke, unter Denkmalschutz gestellt (siehe Liste der Kulturdenkmäler im Hamburger Bezirk Hamburg-Nord).
In der Baracke wurde 2003 das Hamburger Informationszentrum NS-Zwangsarbeit mit einer Ausstellung eröffnet, die im Mai 2005 erweitert wurde und weiter ausgebaut wird. Bestandteil der Dauerausstellung ist die 2005 von Historikern der KZ-Gedenkstätte Neuengamme konzipierte Wanderausstellung  „In Hamburg ist meine Jugend geblieben“ – Zwangsarbeit in Hamburg 1940–1945.